# Голишев Анатолій Геннадійович
Анатолій Геннадійович Голишев (рос. Анатолий Геннадьевич Голышев; 14 лютого 1995, м. Перм, Росія) — російський хокеїст, правий нападник. Виступає за «Автомобіліст» (Єкатеринбург)  у Континентальній хокейній лізі.  
Вихованець хокейної школи «Молот-Прикам'я» (Перм). Виступав за «Авто» (Єкатеринбург), «Автомобіліст» (Єкатеринбург).
У складі молодіжної збірної Росії учасник чемпіонату світу 2015. 
Досягнення
- Срібний призер молодіжного чемпіонату світу (2015)